# 1580 en philosophie
Chronologie de la philosophie
- 1576
- 1577
- 1578
- 1579
- 1580
- 1581
- 1582
- 1583
- 1584

L’année 1580 a été marquée, en philosophie, par les événements suivants :

## Publications
- Nicolò Vito di Gozze : Nicolai Viti Gozii Patritii Reip. Ragusinae commentaria in sermones Averoes De Substantia Orbis (...), Venezia 1580

- Johann Thomas Freig : 
  - Rhetorica, Poetica, Logica in usum rudiorum, 1580.
  - Grammatica graeca und latina, 1580.